# Хаханов, Дудар Соломонович
Дуда́р Соломо́нович Хаха́нов (4 июля 1921, Цхинвал — 26 декабря 1995, там же) — советский осетинский и российский композитор, скрипач, дирижёр, музыковед и музыкально-общественный деятель; педагог, профессор, кандидат искусствоведения (1973). Заслуженный деятель искусств РСФСР (1974). Член ВКП(б) с 1942 года.
Один из крупнейших осетинских композиторов. Автор: 13 симфоний, 4 опер, автор первой осетинской оперетты «Хандзериффа», автор первого осетинского балета «Ацамаз и Агунда» и балета «Хетаг», 3 кантат, 5 концертов, многочисленных произведений камерной, вокальной, инструментальной музыки, а также музыки к кинофильмам и театральным постановкам.

## Биография
Родился 4 июля 1921 года в г. Цхинвал, Южной Осетии.
В 1937—1940 гг. — артист оркестра Юго-Осетинского государственного драматического театра им. К. Хетагурова.
В 1940—1942 гг. — студент Тбилисской государственной консерватории им. В. Сараджишвили по классу скрипки (педагог проф. О. Ледник).
В 1942—1947 гг. — заведующий музыкальной частью Юго-Осетинского драматического театра, преподаватель детской музыкальной школы.
В 1947 году окончил теоретико-композиторский факультет Тбилисской консерватории по классу композиции (педагог проф. И. И. Туския).
В 1952—1954 гг. — художественный руководитель Северо-Осетинского государственного ансамбля песни и танца.
В 1954—1957 гг. — художественный руководитель Государственного ансамбля песни и танца Южной Осетии.
Так же в 1954—1957 гг. являлся депутатом Цхинвальского горсовета. Неоднократно избирался членом Ревизионных комиссий Союзов композиторов РСФСР и СССР.
В 1955—1958 гг — преподаватель теоретических дисциплин 2-го музыкального училища в Тбилиси.
В 1958 году поступил в аспирантуру Тбилисской консерватории.
В 1961—1964 гг. — художественный руководитель Ансамбля песни и танца Южной Осетии.
В 1964—1965 гг. — художественный руководитель Северо—Осетинской государственной филармонии.
В 1961—1968 гг. — являлся председателем правления Союза композиторов СОАССР.
В 1975—1987 гг. — старший научный сотрудник Северо-Осетинского научно-исследовательского института истории, филологии и экономики.
В 1986—1988 гг. — художественный руководитель Ансамбля песни и танца «Симд». Много дирижировал, в том числе и свои произведения.
Член Союза композиторов СССР с 1953 года.
Скоропостижно скончался 26 декабря 1995 года в Цхинвале, похоронен там же.

## Произведения
Балеты:
- «Хетаг», в 2-х действиях, либретто А. Хадарцевой по мотивам одноименной поэмы К. Хетагурова (1963, поставлен в 1979);
- «Ацамаз и Агунда», одноактный, либретто Д. Туаева по мотивам нартского эпоса (1961),

Оперы:
- «Ханты цагъд», в 2-х действиях, либретто С. Кайтукова (1975),
- «Осетинская мелодия» (1976),
- «Огни в горах», в 2-х действиях, либретто М. Цагараева и И. Шароева по мотивам повести М. Цагараева «Пастух Черной горы» (1980),
- «Кавказская горлинка», либретто Д. Темиряева (1985);

Оперетты:
- «Хандзериффа», в 3-х действиях, либретто М. Шавлохова (1948),
- «Вольная борьба», в 2-х действиях, либретто Г. Хугаева (1962),
- «Хамат и Зарина», в 2-х действиях, либретто Н. Кадзовой (1963),
- «Наши дети и невестки», в 2-х действиях, либретто Н. Арешидзе (1966),
- «Репейник», в 3-х действиях, либретто С. Хачирова (1967),
- «Девушка на выданье», либретто Г. Бицоева и К.Ходова(1980);

Для оркестра:
- Симфония № 1 «Молодёжная» в 4-х частях (1960)
- Симфония № 2 «В. И. Ленин» (1969)
- Симфония № 3 (1976)
- Симфония № 4
- Симфония № 5 «Коста Хетагуров» (1979)
- Симфония № 6 (1982)
- Симфония № 7
- Симфония № 8
- Симфония № 9
- Симфония № 10 «Симфония-концерт» для фортепиано и симфонического оркестра (1988)
- Симфония № 11 (1992)
- Симфония № 12 «Трагедия Южной Осетии» (1992)
- Симфония № 13

Вокально-симфонические:
- Кантата для солистов, хора и оркестра «Слава труду» на слова Г. Дзугаева (1954),
- Кантата «Живи и здравствуй Иристон»
- Кантата «Торжественная песнь», для солистов, хора и оркестра, слова Г. Плиева
- Оратория «Певец народа», для солистов, хора и оркестра народных инструментов на слова Г. Дзугаева (1959)

Концерты:
- Концерт для осетинской гармоники с оркестром (1970)
- Концерт для голоса с оркестром
- Концерт для с скрипки с оркестром (1952)
- Концерт для виолончели с оркестром
- Концерт для трубы с оркестром (1985)

## Награды и звания
- Заслуженный деятель искусств РСФСР (1974).
- Заслуженный деятель искусств Грузинской ССР (1957).
- Заслуженный деятель искусств Северо-Осетинской АССР (1960).
- Государственная премия Северо-Осетинской АССР им. К. Л. Хетагурова (1969, за Симфонию № 2).
- Кандидат искусствоведения (1973).
- Медаль «За оборону Кавказа».
- Медаль «За доблестный труд».